# 底张乡
底张乡，是中华人民共和国河南省洛陽市洛宁县下辖的一个乡镇级行政单位。

## 行政区划
底张乡下辖以下地区：
底张村、西么头村、古村、庙沟村、礼村、刘营村、东么头村、西寨根村、曲阳村、侯峪村、苏村、黄村、柴窑村、草庙岭村、通天沟村、东南村、北安沟村、南安沟村、大阳村、北张洼村、下高村、中高村、上高村、盐池村、马营村、小店村、中沟村、石井头村和西岭村。

## 中国传统村落
2013年8月，草庙岭村被评为第二批中国传统村落。